# Seven Inches of Satanic Panic
Seven Inches of Satanic Panic é um lançamento da banda sueca de rock Ghost. Foi lançado digitalmente em 13 de setembro de 2019 pela gravadora Loma Vista Recordings, apresenta as músicas "Kiss the Go-Goat" e "Mary on a Cross", escritas pelo vocalista Tobias Forge junto com os compositores Salem Al Fakir e Vincent Pontare. Mais tarde, foi lançado em vinil. Seven Inches of Satanic Panic foi descrito como um EP de duas faixas e como um single.

## Antecedentes e temas
De acordo com a história fictícia do Ghost, Seven Inches of Satanic Panic contém duas músicas que foram escritas e gravadas por uma das primeiras encarnações da banda em 1969, quando Papa Emeritus Nihil era o vocalista. O lançamento em vinil de 7” afirma que são versões remasterizadas de músicas gravadas em 1969 no Thorn Industrial Audio Recording Studios, em Hollywood.
De acordo com Kelsey Chapstick, da Revolver, "Kiss the Go-Goat" explora o tema favorito de Tobias Forge, líder do Ghost e músico por trás do personagem Papa Emeritus; "Lúcifer e a alegria de se entregar a ele."
Paul Travers, da Metal Hammer, descreveu a letra ambígua de "Mary on a Cross" como uma "mistura provocativa de imagens bíblicas e sexuais". Forge tem hesitado em explicar o significado por trás da música, mas admite que há várias camadas na letra: “O refrão foi escrito com uma linguagem bem cômica, é claro. 'Go down' não significa necessariamente o sentido 69 da palavra... também pode significar descer como em entrar na história, sua própria ascensão. Mary não significa necessariamente Maria, mãe de Jesus. Pode significar Maria Madalena, a prostituta proclamada que pode ter sido a esposa de Jesus apenas como um símbolo de alguém que parecia ser uma coisa, mas na verdade tinha outras intenções e fez outra coisa. Alguém que é mal creditado”. Ele continuou afirmando que a música era “mais sobre amizade e como, junto com outra pessoa, você pode ter sido algo em um determinado momento e depois acabou não sendo”.

## Lançamento
No dia 12 de setembro de 2019, Ghost lançou um videoclipe para a música "Kiss the Go-Goat", que mostra o personagem Papa Nihil como vocalista do Ghost no Whisky a Go Go em West Hollywood, Califórnia em 1969. No dia seguinte, 13 de setembro de 2019, Seven Inches of Satanic Panic foi lançado em serviços de streaming pela gravadora Loma Vista. Nas redes sociais, a banda anunciou:
"Gostaríamos de informá-los que Ghost lançou duas faixas especiais dos arquivos de 1969... Seven Inches of Satanic Panic está disponível para streaming e para compras agora."
Seven Inches of Satanic Panic, que foi descrita como um EP de duas faixas e como um single, foi lançada em vinil de 7" (com "Kiss the Go-Goat" no Lado A e "Mary on a Cross" no Lado B) no dia 27 de setembro de 2019. É dito que o vinil traz versões remasterizadas de músicas gravadas em 1969 no estúdio Thorn Industrial Audio Recording. O lançamento em vinil atingiu a 2ª posição nas Paradas de Singles de Vinil do Reino Unido (UK Vinyl Singles Chart).
Em 2022, a faixa "Mary on a Cross" ganhou uma nova onda de popularidade pela plataforma TikTok, o que levou a canção a ganhar uma certificação de Ouro em vários países, incluindo os Estados Unidos no dia 30 de novembro.
Pouco tempo após a certificação de ouro para a canção "Mary on a Cross", a banda lançou, no dia 15 de dezembro, um lyric video para a faixa.
"Mary on a Cross" foi a primeira canção da banda a conseguir a certificação Platina da Recording Industry Association of America (RIAA).
No dia 25 de julho de 2024, precedendo o lançamento da trilha sonora do filme-concerto Rite Here Rite Now, a banda lançou o videoclipe de "Mary On A Cross", que foi exibido pela primeira vez no longa. O clipe animado tem inspiração no estilo do estúdio Hanna-Barbera e influências dos anos 60.

## Lista de faixas
| N.º            | Título             | Duração |  |
| 1.             | "Kiss the Go-Goat" | 3:19    |  |
| 2.             | "Mary on a Cross"  | 4:08    |  |
| Duração total: | Duração total:     | 7:27    |  |

## Paradas e certificações
| País/Parada (2022)                            | Melhor posição |
| --------------------------------------------- | -------------- |
| Austrália (ARIA)                              | 89             |
| Áustria (Ö3 Austria Top 75)                   | 31             |
| Canadá (Canadian Hot 100)                     | 50             |
| República Checa (Singles Digitál Top 100)     | 15             |
| Finlândia (Suomen virallinen lista)           | 7              |
| França (SNEP)                                 | 191            |
| Alemanha (Offizielle Deutsche Charts)         | 41             |
| Global 200 (Billboard)                        | 50             |
| Grécia (IFPI)                                 | 28             |
| Hungria (Single Top 40)                       | 30             |
| Islândia (Plötutíðindi)                       | 27             |
| Irlanda (IRMA)                                | 25             |
| Lituânia (AGATA)                              | 20             |
| Países Baixos (Single Top 100)                | 93             |
| Noruega (VG-lista)                            | 40             |
| Portugal (AFP)                                | 112            |
| Eslováquia (Singles Digitál Top 100)          | 27             |
| Suécia (Sverigetopplistan)                    | 16             |
| Suíça (Schweizer Hitparade)                   | 37             |
| Reino Unido (UK Singles Chart)                | 28             |
| Estados Unidos (Billboard Hot 100)            | 90             |
| Estados Unidos (Hot Rock & Alternative Songs) | 11             |
| Fim de Ano (2022)                             | Posição fixada |
| Estados Unidos (Hot Rock & Alternative Songs) | 51             |

| Região                                                                                             | Certificação | Vendas     |
| -------------------------------------------------------------------------------------------------- | ------------ | ---------- |
| Austrália (ARIA)                                                                                   | Ouro         | 35 000^    |
| Brasil (Pro-Música Brasil)                                                                         | 2× Platina   | 80 000*    |
| Canadá (Music Canada)                                                                              | Ouro         | 25 000^    |
| Estados Unidos (RIAA)                                                                              | Platina      | 1 000 000‡ |
| França (SNEP)                                                                                      | Ouro         | 100 000*   |
| Polônia (ZPAV)                                                                                     | Ouro         | 25 000*    |
| Reino Unido (BPI)                                                                                  | Ouro         | 400 000    |
| Suíça (IFPI Suíça)                                                                                 | Ouro         | 10 000^    |
| *números de vendas baseados somente na certificação ^distribuições baseadas apenas na certificação |              |            |

| País/Parada (2023)      | Melhor posição |
| ----------------------- | -------------- |
| Hungria (Single Top 40) | 13             |

## Créditos
Ghost
- Papa Emeritus Nihil (Tobias Forge) – voz
- Nameless Ghouls

Produção
- Salem Al Fakir
- Vincent Pontare
- Gene Walker